# Паскаль, Оливия
Оливия Паскаль (нем. Olivia Pascal; род. 26 мая 1957, Мюнхен) — немецкая актриса.

## Биография
Оливия Герлицки родилась в Мюнхене. Позже взяла фамилию Паскаль.
Начала карьеру киноактрисы в 1976 году с роли фотомодели Аманды в фильме «Греческая смоковница». В 1981 году Оливия сыграла главную роль в фильме ужасов «Кровавая луна». С 1988 по 2008 год она снималась в сериале «СОКО 5113». Снималась для журналов «Playboy» (1977), «Bravo» (1978—1981) и других.

## Избранная фильмография
| Год       |   | Русское название                          | Оригинальное название              | Роль                        |
| --------- | - | ----------------------------------------- | ---------------------------------- | --------------------------- |
| 1976      | ф | Греческая смоковница                      | Griechische Feigen                 | Аманда                      |
| 1977      | ф | Казанова и компания                       | Casanova & Co.                     | Анжела                      |
| 1977      | ф | Ванесса                                   | Vanessa                            | Ванесса                     |
| 1977      | ф | Сильвия в царстве похоти                  | Sylvia im Reich der Wollust        | Мария                       |
| 1977      | ф |                                           | Arrête ton char... bidasse!        | Мария                       |
| 1978      | ф | За стенами монастыря                      | Interno di un convento             | девушка                     |
| 1978      | ф | Остров 1000 удовольствий                  | Die Insel der tausend Freuden      | Пегги                       |
| 1981      | ф | Кровавая луна                             | Die Säge des Todes                 | Анджела                     |
| 1984      | с | Деррик                                    | Derrick                            | Ханна Шида (1 эпизод)       |
| 1988—2008 | с | СОКО 5113                                 | SOKO 5113                          | Лиззи Бергер (83 эпизода)   |
| 2005—2007 | с | Любовь в Берлине                          | Verliebt in Berlin                 | Лаура Зайдель (39 эпизодов) |
| 2006      | с | Альпийский патруль — Ценится каждая жизнь | Medicopter 117 — Jedes Leben zählt | женщина (1 эпизод)          |